# Liste der Schülerverbindungen in Fürth
Die Liste der Schülerverbindungen in Fürth verzeichnet die aktiven, suspendierten und erloschenen Schülerverbindungen in Fürth, welche unterschiedlichen Korporationsverbänden angehören oder verbandsfrei sind.

## Aktive Verbindungen
Die Sortierung erfolgt nach dem Gründungsdatum.
|  |
|  |
|  |
|  |
|  |

|  |
|  |
|  |
|  |
|  |

|  |
|  |
|  |
|  |
|  |

## Suspendierte und erloschene Verbindungen
Die Sortierung erfolgt nach dem Gründungsdatum.
|  |
|  |
|  |

|  |
|  |
|  |
|  |
|  |

|  |
|  |
|  |
|  |
|  |